# Mergoscia
Mergoscia (in dialetto locale Merghéscia, in dialetto ticinese "Mergössa") è un comune svizzero del Canton Ticino, nel distretto di Locarno.

## Geografia fisica

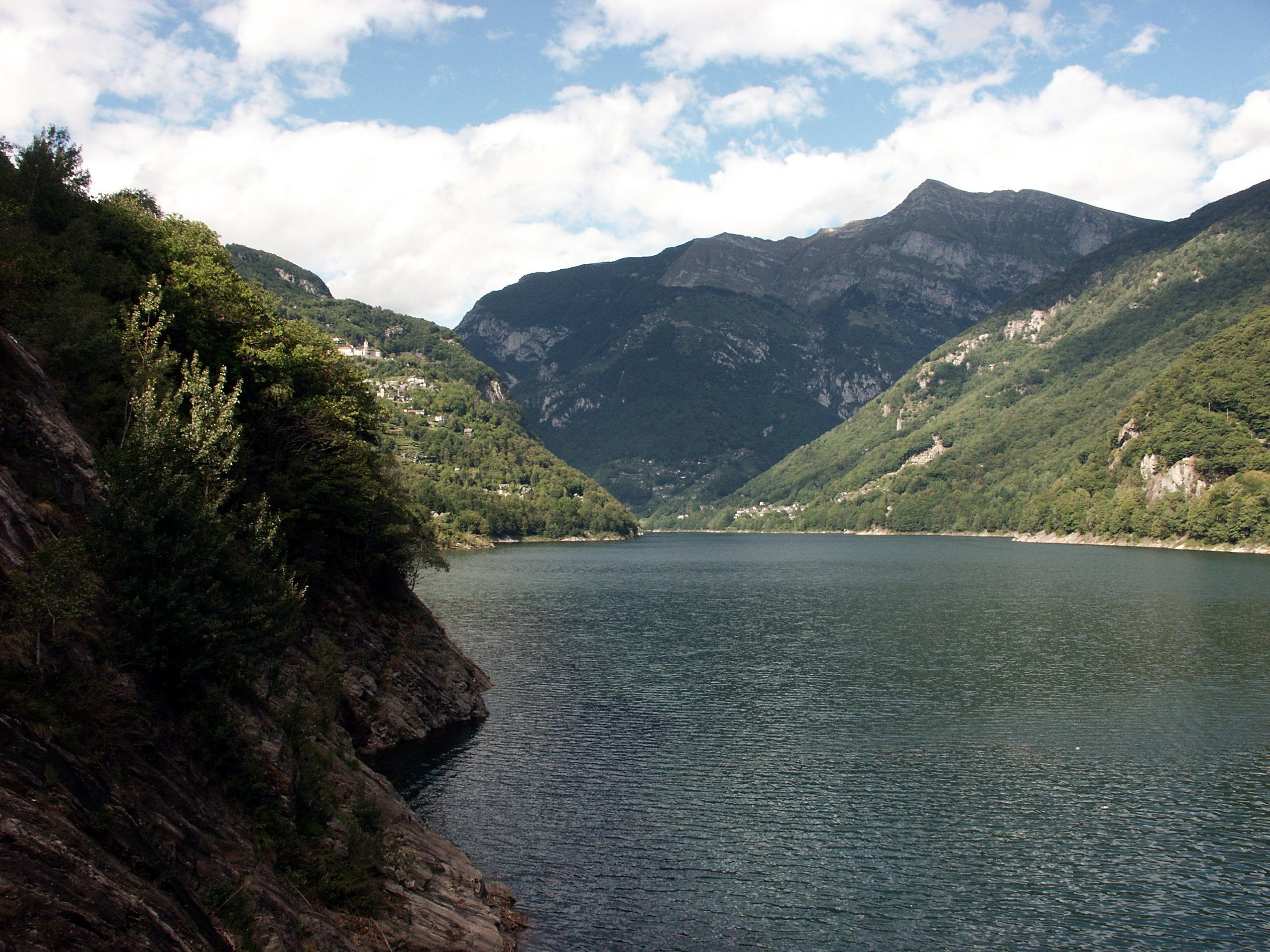
Il lago di Vogorno

Mergoscia sorge sul lato destro della valle Verzasca, sulle sponde del Lago di Vogorno, che è compreso in parte del territorio comunale.

## Storia
Mergoscia si staccò da Minusio nel 1313, ma la proprietà territoriale rimase indivisa, con la conseguenza che il console della comunità era quasi sempre di Minusio. Nel XV secolo si staccò dal Locarnese per raggiungere la comunità delle vicinie della valle Verzasca e valle Maggia che si posero sotto la protezione inizialmente dei Savoia, poi dei Cantoni svizzeri e più tardi dei Leventinesi. Nel secolo XVI tutta la valle ritornò a far parte del Locarnese. I vicini di Mergoscia possedevano molti beni promiscui con altri comuni fuori valle, con i borghesi di Locarno sul piano di Magadino, e sui fianchi del Locarnese con Minusio e Orselina.
Nel 1656 vi fu la rinuncia dei diritti di pesca condivisi con Minusio e ottenne in cambio l'alpe di Bietri. Nel 1790 si contavano 752 patrizi e il paese aveva quattro frazioni: Ropiana (Rivapiana), Benitt, Lissoi e Busada. Nel 1799 Mergoscia con Brione sopra Minusio, Minusio, Orselina, Contra e Gordola formava una giurisdizione con un proprio tribunale.
Nel 1853 vennero definitivamente stabiliti i confini del patriziato, che ammonta a 241 ettari. I possedimenti sul piano vennero spartiti nel 1920 e vennero assegnati a Locarno e Minusio da una parte e dall'altra a Lavertezzo, Gerra Verzasca e Gordola, mentre Mergoscia ne perdeva il controllo pur dovendosi sobbarcare parte del debito caricante questi fondi. Questo fu causa di strascichi giudiziari che si protrassero negli anni 1930.

## Monumenti e luoghi d'interesse

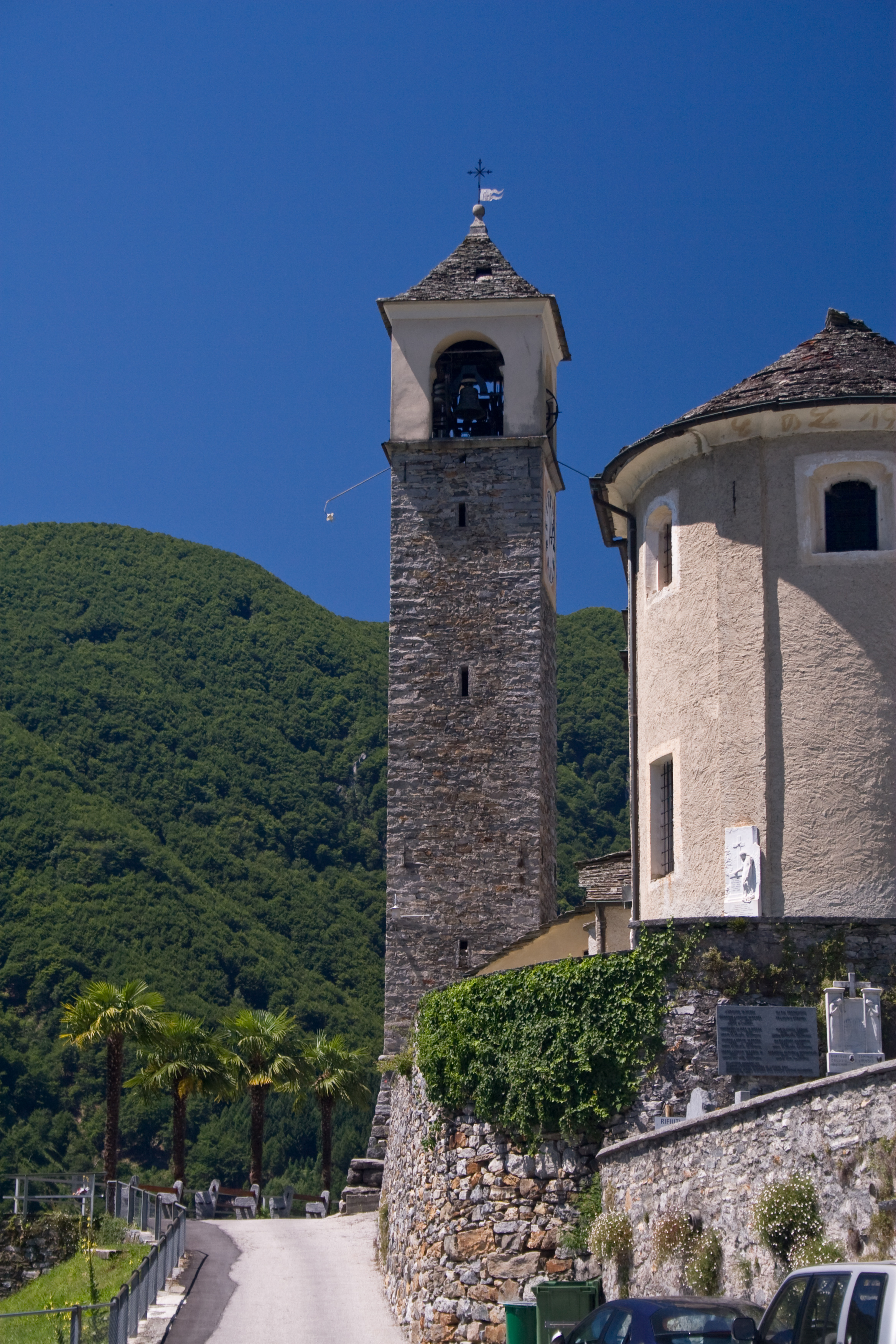
La Chiesa dei Santi Carpoforo e Gottardo

- Chiesa dei Santi Carpoforo e Gottardo, attestata nel 1338[1];
- Casa-torre, costruzione del tardo medioevo[senza fonte];
- Oratorio di San Vincenzo Ferreri in località Busada, del XVIII secolo[senza fonte];
- Oratorio di Sant'Antonio da Padova in località Rivapiana[senza fonte];
- Oratorio Madonna di Re in località Lissoi[senza fonte];
- Capanna dei Monti di Lego.

## Società

### Evoluzione demografica
L'evoluzione demografica è riportata nella seguente tabella:
Abitanti censiti

## Amministrazione
Ogni famiglia originaria del luogo fa parte del cosiddetto comune patriziale e ha la responsabilità della manutenzione di ogni bene ricadente all'interno dei confini del comune.